# Hadics László
Hadics László (Budapest, 1927. február 11. – Budapest, 1991. november 27.) kétszeres Jászai Mari-díjas magyar színész, érdemes és kiváló művész.

## Életpályája
A Fővárosi Operettszínházban kezdte pályafutását 1949-ben. 1953-ban kapott színészi diplomát a Színház- és Filmművészeti Főiskolán. Színészi pályáját végig a Fővárosi Operettszínház társulatában töltötte, de vendégművészként játszott többször a Kamara Varietében (1962 és 1972 között többször), a Bartók Gyermekszínházban (1965 és 1969 között), a Budapesti Gyermekszínházban (1974-1975-ben) és az Irodalmi Színpadon (1967) is. A Szegedi Szabadtéri Játékok 1978-as János vitéz című előadásán a Strázsamestert szerepét játszotta. Zenés játékok, operettek főszerepeit, valamint humoros karakterszerepeket keltett életre. Alakításait  két alkalommal, 1957-ben és 1966-ban Jászai Mari-díjjal, 1975-ben Érdemes Művész díjjal is elismerték. 1984-ben a Kiváló Művész díjat is megkapta.

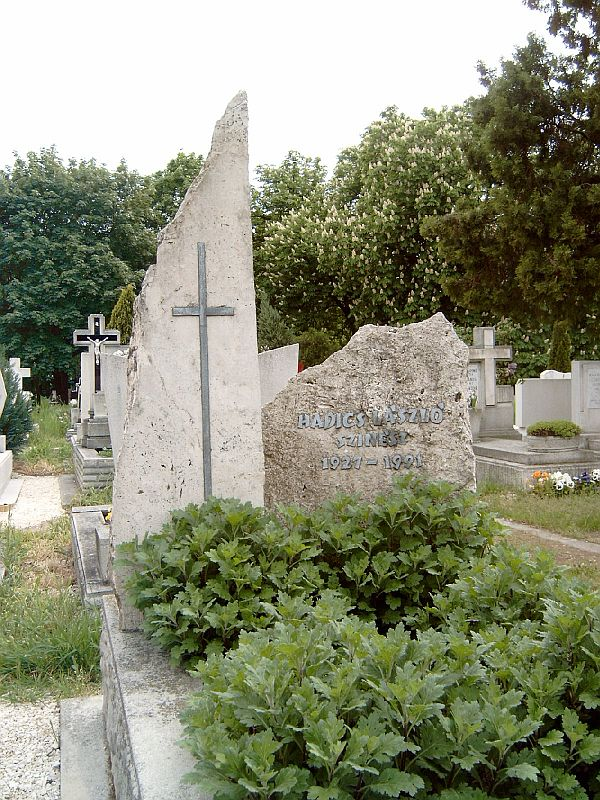
Sírja Budapesten. Új köztemető: 65/2-14-1.

## Fontosabb színházi szerepei
- Johann Strauss: Bécsi diákok … Gábor diák
- Johann Strauss: A denevér … Frank
- Jacques Offenbach: Orfeusz az alvilágban … Orfeusz
- Jacques Offenbach: A  gerolsteini nagyhercegnő … Pudding, főszakács
- Franz von Suppé: Boccaccio … herceg
- Hervé: Nebáncsvirág … Loriot őrmester
- Kálmán Imre: Csárdáskirálynő … Feri bácsi; Főherceg; Herceg
- Kálmán Imre: A cirkuszhercegnő … Pinelli, cirkuszigazgató
- Kálmán Imre: Marica grófnő … Dragomir
- Kálmán Imre: Montmartre-i ibolya … Durand
- Jacobi Viktor: Leányvásár … Harrison
- Lehár Ferenc: A mosoly országa … Csang bácsi
- Lehár Ferenc: A víg özvegy … Báró Zéta Mirkó, nagykövet
- Lehár Ferenc: Cigányszerelem … Dragojan Péter
- Huszka Jenő: Mária főhadnagy … Kászonyi ezredes
- Kacsóh Pongrác: János vitéz … Strázsamester
- Fényes Szabolcs - Bacsó Péter - G. Dénes György: Szerdán tavasz lesz … Simon Ignác
- Ránki György - Romhányi József: Muzsikus Péter … Fagott
- Leonard Bernstein: West Side Story … Schrank
- John Kander - Fred Ebb: Chicago … Amos Hart
- Molnár Ferenc - Oscar Hammerstein: Carousel … Doktor Seldon
- Joseph Stein - Sólem Aléchem - Jerry Bock: Hegedűs a háztetőn … Csendbiztos
- Alan Jay Lerner - Frederick Loewe: My Fair Lady … Doolittle / Pickering
- Schönthan testvérek - Kellér Dezső - Horváth Jenő - Szenes Iván: A szabin nők elrablása … Bányai Márton tanár
- Jókai Mór: A kőszívű ember fiai … Baradlay Kázmér
- Görgey Gábor - Illés Lajos: Egy fiú és a tündér … Dimitir, mozgó italárus
- Csiky Gergely: A nagymama … Örkényi báró

## Filmjei
| - 1951: Ütközet békében - 1953: Kiskrajcár - 1954: 2×2 néha 5 – Fogadást kötő munkás I. - 1954: Fel a fejjel - 1954: Pár lépés a határ - 1956: Tanosztály (rövidfilm) – Rendőr főhadnagy I. - 1958: Tegnap - 1961: Amíg holnap lesz - 1963: Férjhez menni tilos – Harry - 1964: A kőszívű ember fiai 1-2. – Pandúr - 1966: Minden kezdet nehéz 1-2. | - 1959: Veréb utcai csata - 1962: Fáklyaláng – Vukovics Sebő, igazságügy-miniszter - 1962: Síratásra készül az ég… – Baka - 1963: Honfoglalás 1-2. – Keserű - 1967: Princ, a katona – Zoltán őrnagy - 1971: Egy óra múlva itt vagyok – Főhadnagy - 1973: Zenés TV Színház: A szüzek városa – Joe, korcsmáros - 1975: Bach Arnstadtban – Wender orgonalészítő - 1975: Zenés TV Színház: Egy csók és más semmi – Robicsek - 1975: Zenés TV Színház: Lili bárónő - 1976: Csaló az üveghegyen - 1976: Hungária Kávéház – Színész - 1978: Ebéd - 1979: Zenés TV Színház: Koldusdiák – Katonatiszt - 1981: Zenés TV Színház: Sybill – Borcsakov - 1983: Fürkész történetei |

## Szinkronszerepei

### Filmek
| Év   | Cím                                                                     | Szereplő                               | Színész               | Szinkron év |
| ---- | ----------------------------------------------------------------------- | -------------------------------------- | --------------------- | ----------- |
| 1931 | Éljen a szabadság!                                                      | N/A                                    | N/A                   | 1983        |
| 1936 | Rokonok                                                                 | N/A                                    | N/A                   | 1981        |
| 1938 | A jégmezők lovagja                                                      | Domasz Tverdiszlavics, novgorodi bojár | Nyikolaj Arszkij      | 1973        |
| 1941 | Modern Pimpernel                                                        | Dr. Beckendorf                         | Allan Jeayes          | 1979        |
| 1945 | Férfiszenvedély                                                         | Nat                                    | Howard Da Silva       | 1972        |
| 1945 | Kék rapszódia                                                           | Paul Whiteman                          | Paul Whiteman         | 1972        |
| 1948 | Biciklitolvajok                                                         | N/A                                    | N/A                   | 1983        |
| 1952 | Kuszó Maxi                                                              | N/A                                    | N/A                   | 1967        |
| 1953 | Bűnösök                                                                 | N/A                                    | N/A                   | 1954        |
| 1954 | A hét szamuráj                                                          | Hajasida Heihacsi                      | Csiaki Minoru         | 1976        |
| 1954 | A hűség próbája                                                         | N/A                                    | N/A                   | 1955        |
| 1954 | A rakparton                                                             | N/A                                    | N/A                   | 1979        |
| 1956 | Halhatatlan garnizon                                                    | N/A                                    | N/A                   | 1957        |
| 1959 | A béke első napja                                                       | Nefedov kapitány                       | Pjotr Scserbakov      | 1960        |
| 1959 | A púpos (1. magyar szinkron)                                            | N/A                                    | N/A                   | 1970        |
| 1959 | Emberi sors (1. magyar szinkron)                                        | N/A                                    | N/A                   | 1959        |
| 1960 | A hét mesterlövész (1. magyar szinkron)                                 | Henry, ruhakereskedő                   | Val Avery             | 1976        |
| 1960 | Kísértetkastély Spessartban                                             | N/A                                    | N/A                   | 1973        |
| 1963 | A halál neve: Engelchen (1. magyar szinkron)                            | N/A                                    | N/A                   | 1964        |
| 1963 | Banánhéj (1. magyar szinkron)                                           | N/A                                    | N/A                   | 1974        |
| 1963 | Keressétek a bálványt!                                                  | N/A                                    | N/A                   | 1974        |
| 1965 | A Crossbow-akció                                                        | N/A                                    | N/A                   | 1978        |
| 1965 | Párizs augusztusban                                                     | N/A                                    | N/A                   | 1975        |
| 1965 | Verseny a javából                                                       | Ceremóniamester                        | Charles E. Fredericks | 1977        |
| 1965 | Verseny a javából                                                       | N/A                                    | N/A                   | 1977        |
| 1967 | Nyugodjanak békében                                                     | N/A                                    | N/A                   | 1981        |
| 1968 | Briliáns kéz                                                            | Mihail Ivanovics kapitány              | Sztanyiszlav Csekan   | 1972        |
| 1969 | Óh, az a csodálatos háború! (1. magyar szinkron)                        | ?                                      | ?                     | 1975        |
| 1970 | Ki ölte meg Miss Amerikát?                                              | Peralta                                | Mario Alcalde         | 1975        |
| 1970 | WUSA (1. magyar szinkron)                                               | Clotho                                 | Moses Gunn            | 1972        |
| 1971 | Egy év házasság                                                         | Golonkas                               | Neville Brand         | 1975        |
| 1971 | Minden lében két kanál – 2. rész: A Napóleon arany (2. magyar szinkron) | N/A                                    | N/A                   | 1984        |
| 1971 | Puskaporos hordó                                                        | N/A                                    | N/A                   | 1979        |
| 1971 | Vásárra viszem a bőröd (1. magyar magyar szinkron)                      | N/A                                    | N/A                   | 1985        |
| 1971 | Volt egyszer egy zsaru                                                  | Manoni személyi titkára                | N/A                   | 1973        |
| 1972 | Folytassa külföldön! (1. magyar szinkron)                               | Bernard testvér                        | Bernard Bresslaw      | 1973        |
| 1973 | A kikötő                                                                | Kovtun                                 | Anatolij Szolovjov    | 1977        |
| 1973 | Ketten egy lányért                                                      | N/A                                    | N/A                   | 1974        |
| 1973 | Nem adom a lányom                                                       | N/A                                    | N/A                   | 1975        |
| 1974 | Szenzáció! (1. magyar szinkron)                                         | Jacobi rendőr                          | Cliff Osmond          | 1980        |
| 1975 | Felkavart víz                                                           | James, a szomszéd                      | Richard Derr          | 1977        |
| 1976 | A bíró és a gyilkos (1. magyar szinkron)                                | N/A                                    | N/A                   | 1978        |
| 1976 | Fekete fülű fehér Bim                                                   | Szerij                                 | Mihail Dadiko         | 1979        |
| 1977 | A milliomos                                                             | Wolcz                                  | N/A                   | 1978        |
| 1977 | Éljenek a kísértetek!                                                   | N/A                                    | N/A                   | 1979        |
| 1977 | Férfiak, akik szeretik a nőket                                          | N/A                                    | N/A                   | 1979        |
| 1978 | A nagy vonatrablás                                                      | Sharp felügyelő                        | Robert Lang           | 1981        |
| 1979 | A játékszer                                                             | N/A                                    | N/A                   | 1981        |
| 1979 | Moszkva nem hisz a könnyeknek                                           | N/A                                    | N/A                   | 1981        |
| 1981 | Arany a tó fenekén (1. magyar szinkron)                                 | N/A                                    | N/A                   | 1984        |
| 1982 | Ha egymásra találunk…                                                   | Jan Ogrodek                            | Krzysztof Kowalewski  | 1989        |
| 1989 | A rózsák háborúja                                                       | ?                                      | ?                     | 1990        |

### Sorozatok
| Év   | Cím                                                      | Szereplő             | Színész        | Szinkron év |
| ---- | -------------------------------------------------------- | -------------------- | -------------- | ----------- |
| 1961 | Turpi úrfi (rajzfilmsorozat) (1. magyar szinkron)        | Ordibál (hang)       | N/A            | 1969        |
| 1971 | A rendőrség száma 110 I.                                 | Peter Fuchs          | Peter Borgelt  | 1972-1974   |
| 1971 | Erdei ház                                                | Tanító               | Maurice Pialat | 1976        |
| 1974 | Volt egyszer egy ház 1-5.                                | Václav Ulc           | Josef Větrovec | 1977        |
| 1978 | Meghökkentő mesék I. (1. magyar szinkron)                | Az ezredes           | Richard Greene | 1981        |
| 1980 | Ma egy házban                                            | Július Bednár        | Július Pántik  | 1985        |
| 1982 | Marco Polo                                               | Öreg tengerész       | Jack Watson    | 1984        |
| 1984 | Sherlock Holmes kalandjai 1-4, 6-7. (1. magyar szinkron) | Dr. Grimesby Roylott | Jeremy Kemp    | 1986        |

## Magyar Rádió
- Kemény Egon - Szász Péter - Romhányi József: „Talán a csillagok” (1949. december 31.) Rádióoperett. Szereplők: Gyurkovics Mária, Bán Klári, Gyenes Magda, Rátonyi Róbert, Hadics László. A Magyar Rádió Szimfonikus zenekarát Lehel György vezényelte.
- Kemény Egon - Ignácz Rózsa - Soós László - Ambrózy Ágoston: „Hatvani diákjai” (1955) Rádiódaljáték 2 részben. Szereplők: Hatvani professzor – Bessenyei Ferenc, Kerekes Máté – Simándy József, női főszerepben: Petress Zsuzsa, további szereplők: Mezey Mária, Tompa Sándor, Sinkovits Imre, Zenthe Ferenc, Bende Zsolt, Horváth Tivadar, Kovács Károly, Hadics László, Gózon Gyula, Csákányi László, Dénes György és mások. Zenei rendező: Ruitner Sándor. Rendező: Molnár Mihály és Szécsi Ferenc. A Magyar Rádió (64 tagú) Szimfonikus Zenekarát Lehel György vezényelte, közreműködött a Földényi-kórus 40 tagú férfikara. 2019 - Kemény Egon kétszeres Erkel Ferenc-díjas zeneszerző halálának 50. évfordulója esztendejében CD-újdonságként jelentek meg a  "Hatvani diákjai" és a  "Komáromi farsang" című daljátékai eredeti rádió-hangfelvételeinek (1955, 1957) digitalizált (2019) dupla-albumai. kemenyegon.hu

## Díjai
- Jászai Mari-díj – 1957, 1966
- Érdemes művész – 1975
- Kiváló művész – 1984